# День Мартіна Лютера Кінга
День Мартіна Лютера Кінга (англ. Martin Luther King, Jr. Day) — федеральне свято в США, державний вихідний день, присвячений борцю за права афроамериканців, лауреату Нобелівської премії миру Мартіну Лютеру Кінгу. Свято відзначається щорічно у третій понеділок січня та приурочено до дня народження Кінга 15 січня.
Довгий час деякі штати не визнавали День Мартіна Лютера Кінга як національне свято та додатковий оплачуваний вихідний день або об'єднували його з іншими святами, так що ім'я Кінга не було в назві свята. Свято остаточно утвердилося на всій території США лише 2000 року.
Перші спроби перенести свято на інший день були зроблені через чотири дні після замаху, коли член Палати представників Джон Конерс подав проект резолюції до нижньої палати. З початку сімдесятих років 15 січня неофіційно відзначається як день пам'яті пастора в північних штатах . У 1983 році на зібранні перед Меморіалом Лінкольна ,Стіві Вандер виконав пісню «Happy Birthday», яка стала маніфестом для встановлення до Дня короля. Завдяки коаліції багатьох соціальних і політичних кіл було зібрано шість мільйонів підписів під петицією, і її було надіслано спікеру нижньої палати Тіпу О'Нілу . Незважаючи на це, справа зіткнулася з серйозними труднощами, оскільки сенатор Джессі Хелмс звинуватив Кінга в неналежній поведінці та співпраці з комуністичними колами . На захист пастора виступив Едвард Кеннеді, який стверджував, що жоден із учасників правозахисного руху не мав зв'язків з Комуністичною партією, а стосунки загиблого з жінками не повинні бути предметом публічних дискусій . 15 січня 1983 року відбулася 100-тисячна демонстрація з вимогою нового свята . У серпні Палата представників проголосувала за це рішення 338:90, а через два місяці -Сенат (78:22)  2 листопада Рональд Рейган підписав публічний закон 98–144 . День Мартіна Лютера Кінга відзначають у третій понеділок січня .

## Висновки
1. 1 2 3  I. Rusinowa: Martin Luther King Jr.. S. 488.
2. ↑  День Мартіна Лютера Кінга в онлайн-версії «Encyclopædia Britannica».  (англ.)
3. 1 2 3 4  I. Rusinowa: Martin Luther King Jr.. S. 489.
4. ↑  K. Michałek: Amerykańskie stulecie. S. 553.